# Hessengouw

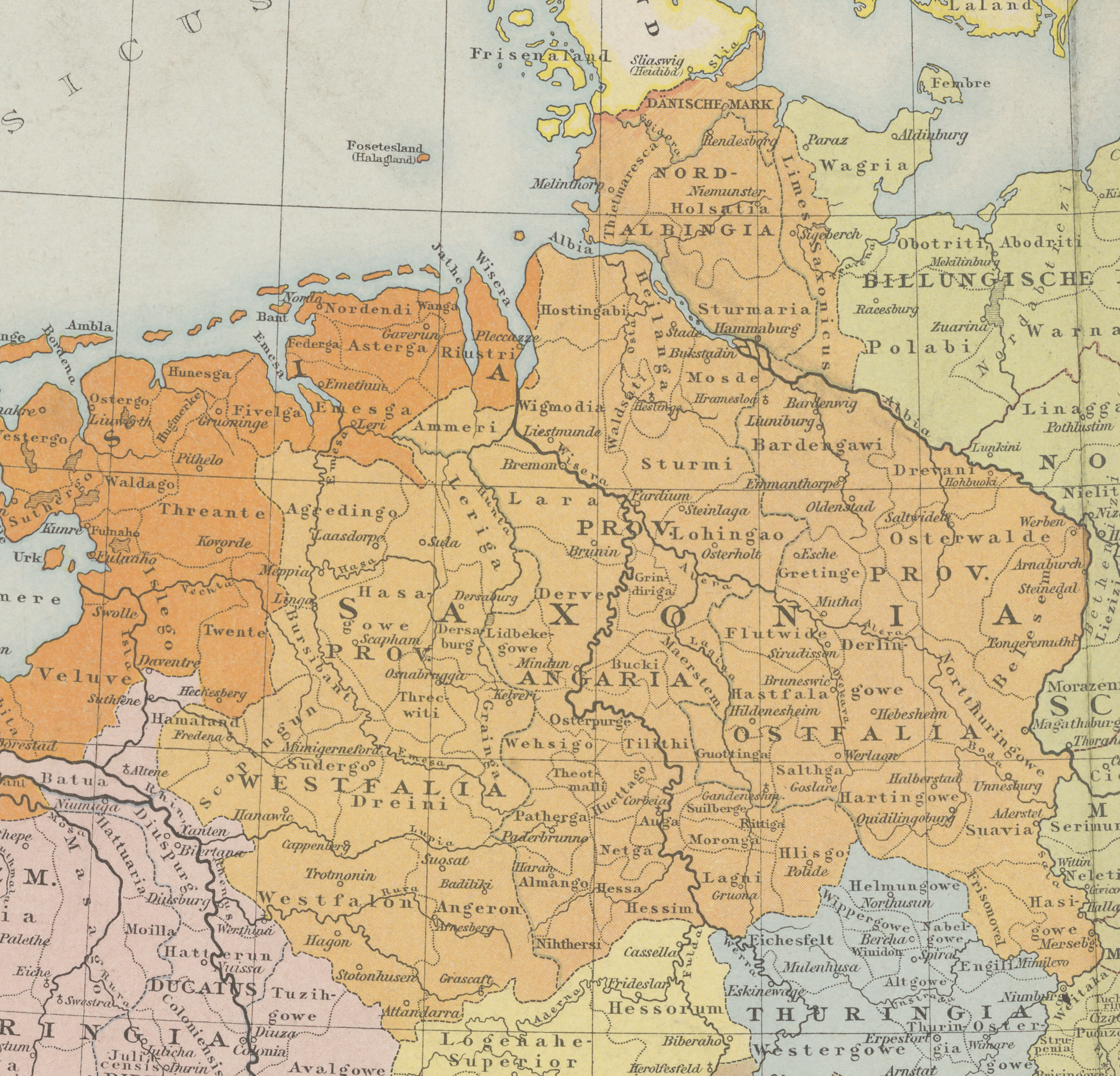
Hessengouw (Hassorum) onderaan in geel, rond het jaar 1000, volgens Gustav Droysen (1886).

De Hessengouw (Latijn: pagus Hassorum of Hassia) was in de middeleeuwen de grootste Frankische gouw op de rechter Rijnoever. Rond het jaar 900 kwam zij ongeveer overeen met Noord-Hessen (volgens ontwerp van de Geographentag van 1973) samen met het Wittgensteiner Land en de oostelijke helft van het huidige Warburg en Staufenberg, maar zonder het gebied tussen Edersee en Diemelsee (Ittergouw, ook wel Nihthersi) end zonder de gebieden gelegen ten oosten van de Werra (die hoorden bij de Leinegouw en de Germar-Mark) of de Hoher Meißner (Netra- en Ringgouw).

## Geschiedenis
De gouw was verdeeld in
- de Saksische Hessengouw (Pagus Hessi Saxonicus; tussen de Ittergouw en de Weser) en
- de Frankische Hessengouw.

De opdeling ontstond toen in de 7e eeuw de Saksen de Chatten naar het zuiden drongen en het daarbij veroverde land zelf koloniseerden zonder de namen te veranderen. De grenzen tussen beide delen ligt ongeveer ter hoogte van Waldeck-Hann. Münden (Benrather linie) en verliep daarmee slechts een klein stuk ten noorden van Kassel.
De Hessengouw was in de 9e eeuw een van de stamlanden van de Konradijnen, maar werd na de opstand van hertog Everhard III van Franken en diens dood in 939 in de Slag bij Andernach door koning Otto I de Grote ingenomen en aan vertrouwelingen als leen gegeven. Het Saksische deel kwam vervolgens, na de dood van graaf Dodiko, in 1020/1021 toe aan de bisschop van Paderborn. Het Frankische deel werd vanaf 1027 achtereenvolgens door de grafelijke geschachten Werner en Giso als Rijksleen bestuurd en kwam uiteindelijk door erfenis in de 12e eeuw toe aan de Ludovingen en daarmee aan het Landgraafschap Thüringen. Na het uitsterven van de Ludovingen in 1247 en daaropvolgende Thürings-Hessische Successieoorlog (1247–1264), werd de gouw het kernland van het landgraafschap Hessen en daarmee de voorloper van de huidige Duitse deelstaat Hessen.